# Ruellia lithophila
Ruellia lithophila är en akantusväxtart som beskrevs av Gustav Lindau. Ruellia lithophila ingår i släktet Ruellia och familjen akantusväxter. Inga underarter finns listade i Catalogue of Life.